# Lahdar
Lahdar  (in arabo لحدار‎?) è un centro abitato e comune rurale del Marocco situato nella provincia di Safi, regione di Marrakech-Safi. Conta una popolazione di 13 870 abitanti (censimento 2014).